# 韦尔比耶勒
韦尔比耶勒（法語：Verbiesles，法語發音：[vɛʁbjɛl]）是法国上马恩省的一个市镇，属于肖蒙区。

## 地理
韦尔比耶勒（48°4'10"N, 5°11'8"E）面积11.36 平方千米，位于法国大東部大區上马恩省，该省份为法国东北部内陆省份，北起马恩省和默兹省，西接奥布省，西南接科多尔省，东南接上索恩省，东临孚日省。
与韦尔比耶勒接壤的市镇（或旧市镇、城区）包括：肖蒙、沙马朗德-舒瓦涅、拉维尔欧布瓦、马恩河畔吕济、叙兹河畔讷伊。

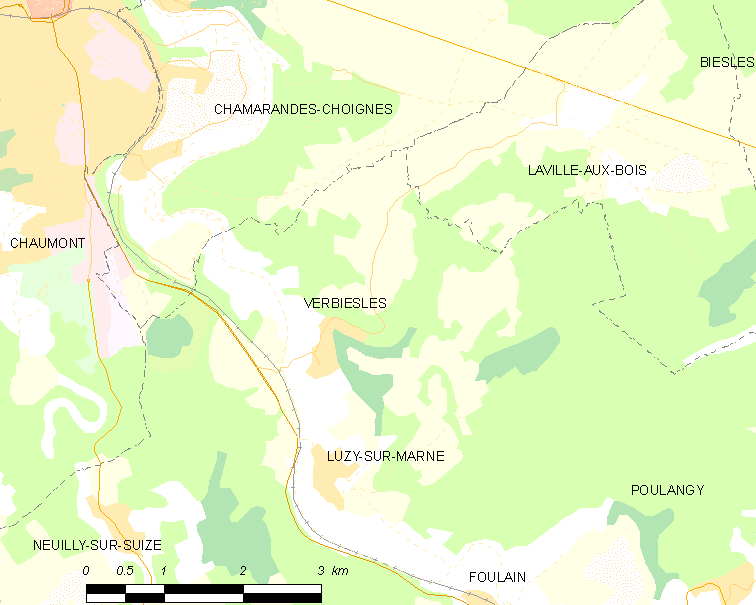
韦尔比耶勒的OSM定位图

韦尔比耶勒的时区为UTC+01:00、UTC+02:00（夏令时）。

## 行政
韦尔比耶勒的邮政编码为52000，INSEE市镇编码为52514。

## 政治
韦尔比耶勒所属的省级选区为肖蒙第三县。

## 人口

1962-2008年间韦尔比耶勒人口变化图示

韦尔比耶勒于2022年1月1日时的人口数量为319人。